# 达门 (德国)
达门（德語：Dahmen）是德国梅克伦堡-前波美拉尼亚州的市镇，隶属于罗斯托克县，总面积为36.48平方千米，截至2020年总人口为469人。